# Grič, Ribnica
Grič este o localitate din comuna Ribnica, Slovenia, cu o populație de 321 de locuitori.